# Игнатьев, Василий Иванович
Васи́лий Ива́нович Игна́тьев (1874—1959) — герой Первой мировой войны, участник Белого движения, генерал-майор.

## Биография
Сын подполковника. Уроженец Кронштадта.
Окончил 2-й кадетский корпус (1893) и Михайловское артиллерийское училище (1896), откуда выпущен был подпоручиком в 13-ю артиллерийскую бригаду. Произведен в поручики 27 июля 1899 года, в штабс-капитаны — 25 августа 1902 года.
С началом русско-японской войны, 20 июня 1904 года переведен в 3-ю Восточно-Сибирскую горную батарею. За боевые отличия награжден тремя орденами, в том числе орденом Св. Анны 4-й степени с надписью «за храбрость». По окончании войны, 13 апреля 1907 года переведен обратно в 13-ю артиллерийскую бригаду, а 10 мая того же года произведен в капитаны.
С началом Первой мировой войны, 7 августа 1914 года назначен командующим 1-й батареей 62-й артиллерийской бригады, а 31 августа того же года произведен в подполковники на вакансию, с утверждением в должности. Пожалован Георгиевским оружием
За то, что в период боев со 2 по 6 марта 1915 года у д. Буды-Пржесеки-Частные, находясь на передовом наблюдательном пункте на линии пехотных окопов, в сфере действительного артиллерийского огня, пренебрегая личной опасностью, искусно руководил огнем вверенной ему батареи, способствуя успеху общего дела, причем: 2 марта снес огнем своей батареи два пулемета противника на высоте 54,5; 3 марта, обнаружив батарею противника, обстреливавшую д. Накель, заставил своим огнем замолчать эту батарею до конца боя; 4 марта во время атаки пехотой высоты 54,5, подбил пулеметы противника на этой высоте и подавил дважды огонь противника; 5 марта огнем своей батареи разбил и поджог дом, на чердаке которого находился пулемет противника, наносивший большой вред атаковавшей пехоте. Со своего наблюдательного пункта ушел только тогда, когда загорелась стена дома, у которой находился этот пункт.
Удостоен ордена Св. Георгия 4-й степени
За то, что в бою 1 мая 1915 года обнаружил у д. Павлозиув и привел к молчанию две неприятельские батареи и в дальнейшем бою, находясь под сильным и действительным огнем противника, огнем своей батареи сметал наступавшие густые колонны противника, чем задержал его наступление и дал возможность нашей пехоте спокойно отойти к р. Сан.
21 июня 1917 года назначен штаб-офицером Русской артиллерийской миссии, состоящей при Румынской армии.
В Гражданскую войну участвовал в Белом движении на Юге России. Служил в 1-й батарее Корниловской артиллерийской бригады в составе Добровольческой армии и ВСЮР. 14 марта 1919 года назначен командиром гаубичной батареи 1-го артиллерийского дивизиона 4-й пехотной дивизии, затем — в 4-й артиллерийской бригаде. Переименован в полковники 28 августа 1919 года. В Русской армии — до эвакуации Крыма, произведён в генерал-майоры. Галлиполиец.
В 1925 году — в составе Алексеевского артиллерийского дивизиона в Болгарии. Затем в эмиграции в Югославии, служил в югославянском военном министерстве. Состоял членом Общества офицеров-артиллеристов, окончил курсы Генерального штаба в Белграде. В годы Второй мировой войны служил в Русском корпусе: 26 сентября 1941 года назначен командиром 5-й роты 1-го полка, 28 декабря того же года — командиром батареи 2-го полка, а 1 апреля 1942 года — заведующим артиллерийской частью корпуса.
Умер в 1959 году в Чили. Был женат, имел двоих сыновей.

## Награды
- Орден Святой Анны 4-й ст. с надписью «за храбрость» (ВП 10.07.1905)
- Орден Святой Анны 3-й ст. с мечами и бантом (ВП 29.01.1906)
- Орден Святого Станислава 3-й ст. с мечами и бантом (ВП 3.03.1906)
- Орден Святого Станислава 2-й ст. (1909)
- Орден Святого Владимира 4-й ст. с мечами и бантом (ВП 12.10.1915)
- Орден Святой Анны 2-й ст. с мечами (ВП 16.05.1916)
- Георгиевское оружие (ВП 4.07.1916)
- мечи к ордену Св. Станислава 2-й ст. (ВП 15.07.1916)
- Орден Святого Георгия 4-й ст. (ВП 26.08.1916)
- Высочайшее благоволение «за отличия в делах против неприятеля» (ВП 28.01.1917)